# Eugenia colnettiana
Eugenia colnettiana är en myrtenväxtart som beskrevs av André Guillaumin. Eugenia colnettiana ingår i släktet Eugenia och familjen myrtenväxter.
Artens utbredningsområde är Nya Kaledonien. Inga underarter finns listade i Catalogue of Life.